# Stadio 19 maggio (Samsun)
Lo Stadio 19 maggio (in turco Samsun 19 Mayıs Stadyumu) è uno stadio ad uso polivalente sito a Samsun, in Turchia. Il nome dello stadio richiama la data d'inizio della guerra d'indipendenza turca.
Situato nel distretto di Canik, è stato inaugurato nel 1965. Nel 2006 ha subito una profonda opera di rinnovamento: tutti i posti a sedere sono stati dotati di copertura ed è stato aggiunto un nuovo anello, che ha portato la capienza a 19 720 posti.
È stato demolito nel 2018, dopo la costruzione del nuovo stadio omonimo.